# Barbro Hennius
Alice Barbro Hennius, född Malmstedt den 29 mars 1935, död 15 december 2021, var en svensk illustratör.

## Liv och verksamhet
Hennius var dotter till ingenjören Walter Malmstedt och hans maka Alice (född Sjölander). Utöver böcker har Hennius illustrerat Sveriges Radios julkalender 1975, Albert och Evelina, brädspel som Algas Nya Bondespelet och Nya Finans, skivomslag som Thomas Funcks Kalle Stropp och Grodan Boll i grön galosch samt illustrationer till tidningar som Kamratposten och Vi föräldrar. Efter denna aktiva tid syntes hennes alster i korsord.
Hon var från 1958 till sin död gift med Mats Hennius (1933-).